# Blaž Blagotinšek
Blaž Blagotinšek (* 17. Januar 1994 in Celje, Slowenien) ist ein slowenischer Handballspieler auf der Position des Kreisläufers.

## Karriere
Der 2,02 m große Rechtshänder begann mit dem Handballspiel in seiner Heimatstadt beim RK Celje Pivovarna Laško, wo er 2012 auch sein Profidebüt gab. Mit dem slowenischen Rekordmeister gewann er 2014, 2015 und 2016 die Meisterschaft sowie 2013 bis 2016 den Pokal. Anschließend wechselte der Abwehrspezialist zum ungarischen Spitzenklub Telekom Veszprém, mit dem er 2017 und 2019 Meister sowie 2017, 2018, 2021 und 2022 Pokalsieger wurde. In der EHF Champions League verlor er 2019 das Endspiel. Beim Gewinn der SEHA-Liga 2019/20 und 2020/21 wurde er zum besten Abwehrspieler gekürt. Im September 2022 wurde Blagotinšek vom deutschen Bundesligisten Frisch Auf Göppingen verpflichtet, um den verletzungsbedingten Ausfall von Vid Poteko zu kompensieren. Zur Saison 2023/24 wechselte er zum Ligakonkurrenten SG Flensburg-Handewitt. 2024 gewann er mit der SG die EHF European League.
In der slowenischen Nationalmannschaft debütierte Blaž Blagotinšek in der Qualifikation zur Europameisterschaft 2014. Er bestritt bisher 153 Länderspiele, in denen er 262 Tore erzielte.
Bei den Weltmeisterschaften 2015, 2017 (Bronze) und 2021 stand er im Aufgebot, ebenso wie bei den Europameisterschaften 2016, 2018 und 2020. Bei den Olympischen Spielen 2016 erreichte er mit Slowenien den sechsten Rang. Bei der Weltmeisterschaft 2025 warf er sechs Tore in sechs Spielen und belegte mit dem Team den 13. Platz.

## Erfolge
- mit RK Celje Pivovarna Laško
  - Slowenischer Meister 2014, 2015 und 2016
  - Slowenischer Pokalsieger 2013, 2014, 2015 und 2016

- mit Telekom Veszprém
  - Ungarischer Meister 2017 und 2019
  - Ungarischer Pokalsieger 2017, 2018, 2021 und 2022
  - SEHA-Liga-Meister 2020, 2021 und 2022
  - EHF-Champions-League-Finalist 2019

- mit der SG Flensburg-Handewitt:
  - EHF European League: 2024 und 2025

- mit Slowenien
  - Weltmeisterschaft: Bronze 2017